# Csendes-óceáni államok (USA)

A Csendes-óceáni államok térképen

A Csendes-óceáni államok az USA egyik régiója, amely Alaszka, Kalifornia, Hawaii, Oregon és Washington államokat foglalja magában.

## Választási eredmények 1852 óta a régióban
| Elnökválasztási eredmények az Egyesült Államokban 1852 óta |                        |            |                        |                        |                        |
| Év                                                         | Alaszka                | Kalifornia | Hawaii                 | Oregon                 | Washington             |
| 1852                                                       | Ott nem volt választás | Pierce     | Ott nem volt választás | Ott nem volt választás | Ott nem volt választás |
| 1856                                                       | Ott nem volt választás | Buchanan   | Ott nem volt választás | Ott nem volt választás | Ott nem volt választás |
| 1860                                                       | Ott nem volt választás | Lincoln    | Ott nem volt választás | Lincoln                | Ott nem volt választás |
| 1864                                                       | Ott nem volt választás | Lincoln    | Ott nem volt választás | Lincoln                | Ott nem volt választás |
| 1868                                                       | Ott nem volt választás | Grant      | Ott nem volt választás | Seymour                | Ott nem volt választás |
| 1872                                                       | Ott nem volt választás | Grant      | Ott nem volt választás | Grant                  | Ott nem volt választás |
| 1876                                                       | Ott nem volt választás | Hayes      | Ott nem volt választás | Hayes                  | Ott nem volt választás |
| 1880                                                       | Ott nem volt választás | Hancock    | Ott nem volt választás | Garfield               | Ott nem volt választás |
| 1884                                                       | Ott nem volt választás | Blaine     | Ott nem volt választás | Blaine                 | Ott nem volt választás |
| 1888                                                       | Ott nem volt választás | Harrison   | Ott nem volt választás | Harrison               | Ott nem volt választás |
| 1892                                                       | Ott nem volt választás | Cleveland  | Ott nem volt választás | Harrison               | Harrison               |
| 1896                                                       | Ott nem volt választás | McKinley   | Ott nem volt választás | McKinley               | Bryan                  |
| 1900                                                       | Ott nem volt választás | McKinley   | Ott nem volt választás | McKinley               | McKinley               |
| 1904                                                       | Ott nem volt választás | Roosevelt  | Ott nem volt választás | Roosevelt              | Roosevelt              |
| 1908                                                       | Ott nem volt választás | Taft       | Ott nem volt választás | Taft                   | Taft                   |
| 1912                                                       | Ott nem volt választás | Roosevelt  | Ott nem volt választás | Wilson                 | Roosevelt              |
| 1916                                                       | Ott nem volt választás | Wilson     | Ott nem volt választás | Hughes                 | Wilson                 |
| 1920                                                       | Ott nem volt választás | Harding    | Ott nem volt választás | Harding                | Harding                |
| 1924                                                       | Ott nem volt választás | Coolidge   | Ott nem volt választás | Coolidge               | Coolidge               |
| 1928                                                       | Ott nem volt választás | Hoover     | Ott nem volt választás | Hoover                 | Hoover                 |
| 1932                                                       | Ott nem volt választás | Roosevelt  | Ott nem volt választás | Roosevelt              | Roosevelt              |
| 1936                                                       | Ott nem volt választás | Roosevelt  | Ott nem volt választás | Roosevelt              | Roosevelt              |
| 1940                                                       | Ott nem volt választás | Roosevelt  | Ott nem volt választás | Roosevelt              | Roosevelt              |
| 1944                                                       | Ott nem volt választás | Roosevelt  | Ott nem volt választás | Roosevelt              | Roosevelt              |
| 1948                                                       | Ott nem volt választás | Truman     | Ott nem volt választás | Dewey                  | Truman                 |
| 1952                                                       | Ott nem volt választás | Eisenhower | Ott nem volt választás | Eisenhower             | Eisenhower             |
| 1956                                                       | Ott nem volt választás | Eisenhower | Ott nem volt választás | Eisenhower             | Eisenhower             |
| 1960                                                       | Nixon                  | Nixon      | Kennedy                | Nixon                  | Nixon                  |
| 1964                                                       | Johnson                | Johnson    | Johnson                | Johnson                | Johnson                |
| 1968                                                       | Nixon                  | Nixon      | Humphrey               | Nixon                  | Humphrey               |
| 1972                                                       | Nixon                  | Nixon      | Nixon                  | Nixon                  | Nixon                  |
| 1976                                                       | Ford                   | Ford       | Carter                 | Ford                   | Ford                   |
| 1980                                                       | Reagan                 | Reagan     | Carter                 | Reagan                 | Reagan                 |
| 1984                                                       | Reagan                 | Reagan     | Reagan                 | Reagan                 | Reagan                 |
| 1988                                                       | Bush                   | Bush       | Dukakis                | Dukakis                | Dukakis                |
| 1992                                                       | Bush                   | Clinton    | Clinton                | Clinton                | Clinton                |
| 1996                                                       | Dole                   | Clinton    | Clinton                | Clinton                | Clinton                |
| 2000                                                       | Bush                   | Gore       | Gore                   | Gore                   | Gore                   |
| 2004                                                       | Bush                   | Kerry      | Kerry                  | Kerry                  | Kerry                  |
| 2008                                                       | McCain                 | Obama      | Obama                  | Obama                  | Obama                  |
| 2012                                                       | Romney                 | Obama      | Obama                  | Obama                  | Obama                  |
| Év                                                         | Alaszka                | Kalifornia | Hawaii                 | Oregon                 | Washington             |

## Fordítás
- Ez a szócikk részben vagy egészben  a   Pacific States című angol Wikipédia-szócikk fordításán alapul.  Az eredeti cikk szerkesztőit annak laptörténete sorolja fel. Ez a jelzés csupán a megfogalmazás eredetét és a szerzői jogokat jelzi, nem szolgál a cikkben szereplő információk forrásmegjelöléseként.